# Ivanovac
Ivanovac est un village de la municipalité de Antunovac (Comitat d'Osijek-Baranja) en Croatie. Au recensement de 2011, le village comptait 1 522 habitants.